# Csíkostorkú bülbül
A csíkostorkú bülbül (Pycnonotus finlaysoni) a madarak osztályának verébalakúak (Passeriformes) rendjébe és a bülbülfélék (Pycnonotidae) családjába tartozó faj.

## Rendszerezése
A fajt Hugh Edwin Strickland angol ornitológus írta le 1844-ben.

## Alfajai
- Pycnonotus finlaysoni davisoni (Hume, 1875) – dél- és kelet-Mianmar;
- Pycnonotus finlaysoni eous (Riley, 1940) – – dél-Kína, Thaiföld, Indokína;
- Pycnonotus finlaysoni finlaysoni (Strickland, 1844)[2] – dél-Mianmar, dél-Thaiföld, Malajzia félszigeti része.

## Előfordulása
Délkelet-Ázsiában, Kambodzsa, Kína, Laosz, Malajzia, Mianmar, Thaiföld és Vietnám területén honos. 
Természetes élőhelyei a szubtrópusi és trópusi síkvidéki és hegyi esőerdők és cserjések, valamint szántóföldek, legelők, ültetvények és vidéki kertek. Állandó, nem vonuló faj.

## Megjelenése
Testhossza 20 centiméter, testtömege 24–32 gramm.
|  |

## Életmódja
Bogyókkal és gyümölcsökkel táplálkozik.

## Természetvédelmi helyzete
Az elterjedési területe rendkívül nagy, egyedszáma pedig stabil. A Természetvédelmi Világszövetség Vörös listáján nem fenyegetett fajként szerepel.